# László Szemere
László Szemere (ur. 26 października 1884 w Lastomírze, zm. 8 grudnia 1974 w Veszprémie) – węgierski mykolog i strzelec, uczestnik Olimpiady Letniej 1906.

## Życiorys
Studiował na Wydziale Nauk i Wydziale Prawa Uniwersytetu Budapeszteńskiego, kończąc studia prawnicze na Uniwersytecie w Klużu. W latach 1924–1938 pracował w Departamencie Badawczym w Ministerstwie Rolnictwa, a w latach 1938–1947 pracownik Departamentu Fizjologii Roślin i Medycyny.
Jako jeden z dwóch Węgrów brał udział w zawodach strzeleckich podczas Olimpiady Letniej 1906. Wystąpił w czterech konkurencjach, zajmując najwyższe miejsce w karabinie dowolnym w dowolnej postawie z 300 m (17. pozycja).
Interesował się ornitologią i mykologią, będąc głównie samoukiem. Zajmował się pierwotnie życiem ptaków drapieżnych, jednak przede wszystkim poświęcił się badaniom grzybów. Prowadził wykopaliska grzybów podziemnych, a także kursy wprowadzające do tematyki zbierania grzybów. Najbardziej znaną publikacją Szemerego jest książka, w której opisał 446 gatunków podziemnych grzybów występujących w Basenie Karpackim – Die unterirdischen Pilze des Karpatenbeckens. Fungi hypogaei territorii Carpato-Pannonica (1965). Dzięki tej pracy jest jednym z najczęściej cytowanych węgierskich mykologów w międzynarodowej literaturze naukowej. Ponadto wydana w 1970 roku książka Föld alatti gombavilág, opisująca grzyby podziemne, była przez kilkadziesiąt lat podstawową publikacją dla węgierskich poszukiwaczy trufli.
W Muzeum Historii Naturalnej w Zircu stworzono kącik poświęcony pamięci Szemerego. W miejscowości Hárskút, w której spędził ostatnie kilkanaście lat życia, istnieje ulica jego imienia oraz poświęcona mu tablica pamiątkowa na ścianie tamtejszego domu kultury.

## Wybrane publikacje
Szemere opublikował około 200 artykułów i przynajmniej kilkanaście książek naukowych i popularnonaukowych z dziedziny mykologii. Wśród nich były m.in.:
- A háztartási konzervkészítés ábécé-je (1924),
- Gombáskönyv kezdők részére. Útmutató a gyakoribb gombák megismeréséhez és értékesítéséhez (1926),
- Hazánkból újabban kimutatott lemezesbélésű gombák (1928),
- Gombaértékesítési útmutató (1940),
- A Tricholoma melaleucum csoportba tartozó fajok egyesíthetőségének kérdése (1954),
- A magyarországi Inocybe-fajok, tekintettel az európai fajokra (1955),
- Mikológiai közlemények (1955),
- Die unterirdischen Pilze des Karpatenbeckens. Fungi hypogaei territorii Carpato-Pannonici (1965),
- Föld alatti gombavilág (1970).

## Wyniki

### Olimpiada Letnia 1906
| Igrzyska   | Konkurencja                                                  | Wynik    | Miejsce | Źródło |
| ---------- | ------------------------------------------------------------ | -------- | ------- | ------ |
| Ateny 1906 | Karabin dowolny, dowolna postawa, 300 m                      | 205 pkt. | 17      | [ 4 ]  |
| Ateny 1906 | Karabin wojskowy, klęcząc lub stojąc, 300 m                  | 171 pkt. | 25      | [ 7 ]  |
| Ateny 1906 | Karabin wojskowy, klęcząc lub stojąc, 200 m (Gras 1873-1874) | 128 pkt. | 20      | [ 8 ]  |
| Ateny 1906 | Rewolwer wojskowy, 20 m (Gras 1873–1874)                     | 85 pkt.  | 28      | [ 9 ]  |